# Bernartice (Trutnovi járás)
Bernartice település Csehországban, Trutnovi járásban. Bernartice Žacléř, Zlatá Olešnice, Trutnov, Královec és Lampertice településekkel határos. Lakosainak száma 919 fő (2024. január 1.).

## Népesség
A település lakosságának változását az alábbi diagram mutatja:
| Lakosok száma | 2782 | 2947 | 2466 | 1215 | 982  | 896  | 955  | 933  | 867  | 919  |
|               | 1869 | 1900 | 1921 | 1961 | 1980 | 2011 | 2016 | 2019 | 2021 | 2024 |